# گری رول
گری رول (انگلیسی: Gary Rowell؛ زادهٔ ۶ ژوئن ۱۹۵۷) بازیکن فوتبال اهل بریتانیا است.
از باشگاه‌هایی که در آن بازی کرده‌است می‌توان به باشگاه فوتبال میدلزبرو، باشگاه فوتبال نوریچ سیتی، باشگاه فوتبال برنلی، باشگاه فوتبال ساندرلند، باشگاه فوتبال داندی، باشگاه فوتبال برایتون اند هوو آلبیون و باشگاه فوتبال کارلایل یونایتد اشاره کرد.
وی همچنین در تیم ملی فوتبال زیر ۲۱ سال انگلستان بازی کرده‌است.